# Stanislaus Motty

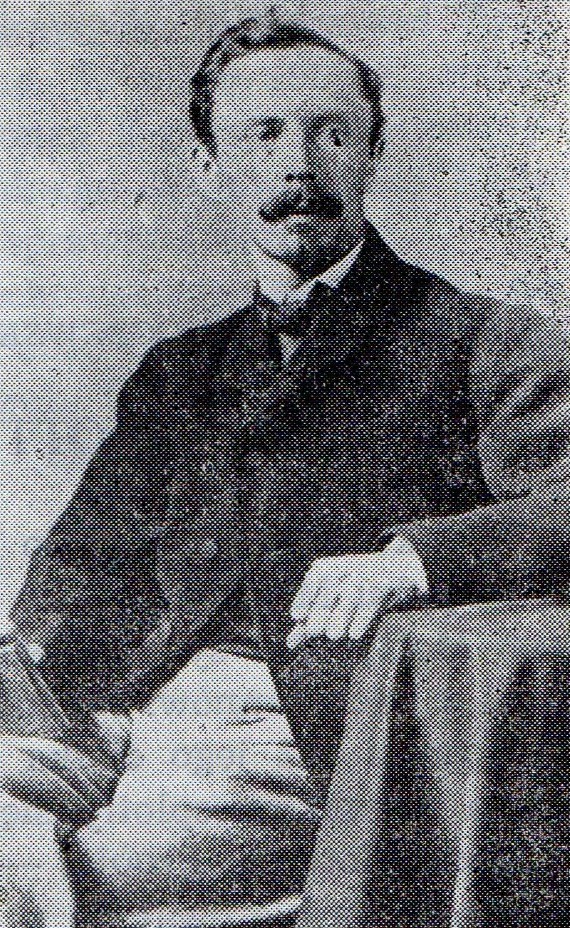
Stanislaus Motty

Stanislaus Motty (polnisch Łukasz Augustyn Stanisław Motty, * 18. Oktober 1826 in Posen; † 21. Dezember 1900 ebenda) war Jurist und Mitglied des Deutschen Reichstags.

## Leben
Motty besuchte das Gymnasium in Posen und studierte von 1845 bis 1849 Rechtswissenschaften an den Universitäten in Berlin und Heidelberg.
1848 war Motty am polnischen Aufstand beteiligt, wurde festgenommen und arbeitete nach seiner Freilassung für nationalgesinnte polnische Zeitungen.
Im Oktober 1848 setzte er sein Studium fort, das er 1849 abschloss. Er trat in den Justizdienst beim Kreisgericht Posen, dem er von 1856 bis 1899 angehörte, zuletzt als Amtsgerichtsrat.
Im Frühjahr 1863 war er Mitglied des illegalen und geheimen großpolnischen Komitees und im November 1863 in der Exekutivabteilung der polnischen Nationalregierung.
Im Jahre 1867 war er Mitglied des Reichstages des Norddeutschen Bundes. Vom Jahre 1863 bis 1867 war Motty Mitglied des Preußischen Abgeordnetenhauses. Erneut gehörte er von 1886 bis zu seinem Tode 1900 dem Preußischen Abgeordnetenhaus an, in dem er den Wahlkreis Regierungsbezirk Posen 8 vertrat.
Ab 1898 war er auch Mitglied des Deutschen Reichstags für den Wahlkreis Regierungsbezirk Posen 1 Posen. Die Mandate endeten mit seinem Tode.
Neben der Gründung mehrerer agrarischer Darlehnskassen, war er in der Förderung des regionalen Handels engagiert und verfasste mehrere Fachbücher zu den Bereichen Jura und Philologie. Er war zweimal verheiratet und hatte drei Töchter.